# Commozione
Per commozione si intende un forte sentimento che provoca sconvolgimento emotivo, provato in situazioni che suscitano pietà, ammirazione, ansia, affetto o tenerezza. Tale sentimento può essere talmente intenso da suscitare tremore, magone, lacrime e pianto.

## La commozione nella letteratura
Nel libro Le avventure di Pinocchio. Storia di un burattino di Carlo Collodi, Mangiafoco si commuove starnutendo molto forte quando Pinocchio si offre d'esser gettato nel fuoco al posto di Arlecchino.